# Шкантар, Петер
Петер Шкантар (словац. Peter Škantár; род. 20 июля 1982 года в Кежмароке, Чехословакия) — словацкий каноист-слаломист. Выиграл вместе со своим двоюродным братом Ладиславом множество наград в гребном слаломе. Удостоен одной золотой олимпийской медали, одной золотой медали чемпионата мира и 7 золотых медалей чемпионатов Европы. Четырежды становился серебряным и бронзовым призёром чемпионатов мира, а также шестикратным призёром чемпионатов Европы (1 серебро и 5 бронз).

## Биография и спортивная карьера
Начал заниматься гребным слаломом вместе со своим двоюродным братом Ладиславом в их родном городе — Кежмарок. Их первый международный турнир прошёл в 2004 году (Чемпионат Европы по Гребному слалому в Скопье), и сразу-же обвенчался успехом. Там они заняли 3-е место в двойках, выиграв бронзу.
Уже на следующем Чемпионате Европы братья Шкантары завоевали золото и бронзу. В 2016 году они заняли 1-е место на Чемпионате Мира по Гребному слалому в Липтовски-Микулаш (Словакия). Тем самым, обеспечив себе путёвку на Олимпиаду. Там же, словаки завоевали золото в двойках на каноэ. Заняв 1-е место на Олимпийских Играх, они установили рекорд Словакии, выиграв за свою карьеру золото Олимпиады, Чемпионата Мира, Чемпионата Европы, Чемпионата Словакии. До этого, такое достижение ещё никто не устанавливал.